# Helius (Rhyncholimonia) dicroneurus
Helius (Rhyncholimonia) dicroneurus is een tweevleugelige uit de familie steltmuggen (Limoniidae). De soort komt voor in het Australaziatisch gebied.